# Adidas Telstar

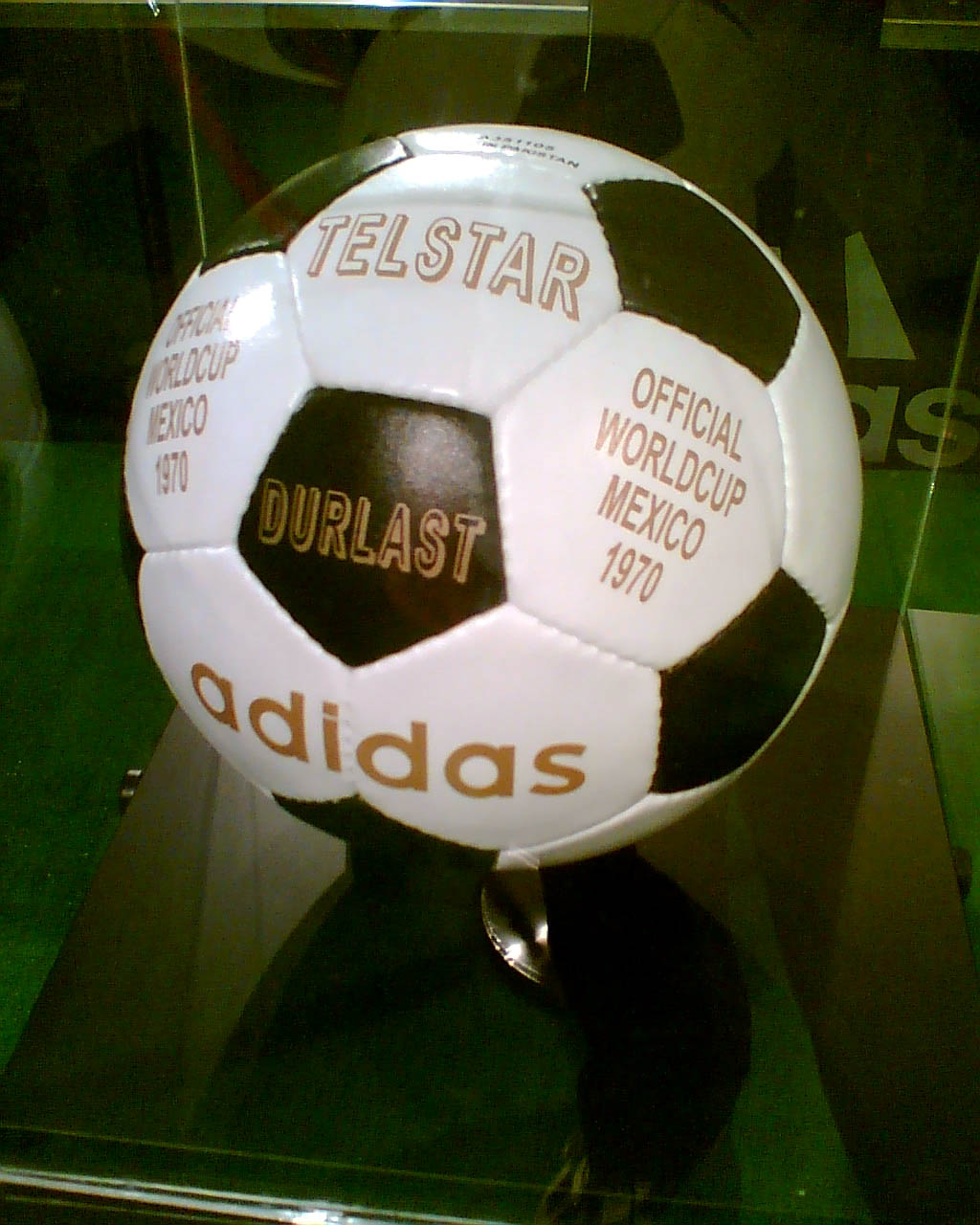
Le ballon original de la Coupe du monde 1970.

Le Telstar est un ballon de football en forme d'icosaèdre tronqué, fabriqué par Adidas. Son nom vient du satellite américain Telstar 1, lancé en 1962, mais fait référence aussi à son utilisation (« star de la télé) ». C'est le ballon officiel de la Coupe du monde de 1970.
D'autres versions du Telstar furent utilisées ultérieurement, comme le Telstar Durlast de la Coupe du monde de 1974. Le Telstar est le ballon de football le plus célèbre, au point d'être souvent utilisé pour représenter ce sport.

## Spécifications techniques
Le Telstar, fabriqué par Adidas, est le premier ballon en forme d'icosaèdre tronqué utilisé en coupe du monde[réf. nécessaire]. Ce modèle, composé de 12 panneaux noir pentagonaux et 20 panneaux blancs hexagonaux, a été conçu en 1962 par le fabricant danois Select Sport. Le motif noir et blanc aidait à la visibilité sur les télés en noir et blanc.
Son nom vient du satellite de communication Telstar 1 qui était à peu près sphérique et parsemé de panneaux solaires.
Le ballon de la Coupe du monde 1970 a été fait de cuir, alors que le ballon de la Coupe du monde 1974 a été fait de polyuréthane, ce revêtement devant permettre l'étanchéité du ballon ainsi que la protection contre les éraflures et les déchirures.
Seulement 20 Telstar ont été fournis pour la Coupe du monde. Environ 600 000 répliques ont été vendues par la suite, certains matchs en 1970 ont été joués avec une balle brune. En 1974 le Chili Durlast était tout blanc.